# 宜昌市金东方学校
宜昌金东方学校于2004年秋创建，位于宜昌市绵羊山路1号，是一所寄宿制完全中小学，共有小学、初中、高中三个独立学部，有绵羊山校区（高中部），伍家岗校区（小学，初中部），龙盘湖校区，外国语小学（东区，北区）四个校区和金方法培训学校。
宜昌金东方学校是一所民办全日制中小学，地处东经111.35°，北纬30.65°的湖北宜昌。这里是长江三峡出口，中国水电之都，屈原、昭君故里。本校创建于2004年，现有校区六个，学生五千，员工六百。秉持“追求卓越，培养高品质的人”的办学宗旨，奋斗十载，初具规模。是湖北省五星级民办学校，全国优秀民办中小学。金东方小学紧邻长江，环境建设采用庭院风格，教师选择强调综合素质，教育设施考虑学生体验，教学活动注重校本课程。追求“让校园充满书香味、让教育充满人情味、让课程充满学生味、让学校充满童年味”，成为本市最受欢迎的小学之一。
金东方初中位于城东，校园建设舒适大气，教师队伍成熟专业，实验设备齐全先进，教育过程强调学生丰富充实，课堂教学开展“有效课堂、高效课堂、魅力课堂”梯级提升，班级管理推行“126自主管理模式”，学生课余社团活动缤纷多彩。有稳定的学业质量保障，是本市小升初择校最热学校之一。金东方高中地处葛洲坝头，校园环境宁静优雅，教师团队年富力强，进行寄宿制服务，“导师制”德育，“营养式”辅导。普通高中班和国际高中班双线发展，有良好的高考质量和口碑，为本市示范高中。西陵区外国语小学是我校租赁经营的国有民办学校，含北正街和东湖路两个校区。是本市老牌名校，有优秀的师资队伍，强大的教研能力。外语教学是两校区共同优长，东湖路校区的体育舞蹈和北正街校区的花式跳绳是两校特色。